# سنتر استار (آلاباما)
سنتر استار (به انگلیسی: Center Star) یک منطقهٔ مسکونی در ایالات متحده آمریکا است که در شهرستان لاودردیل، آلاباما واقع شده‌است. سنتر استار ۲۰۳٫۹۱ متر بالاتر از سطح دریا قرار دارد.